# Ruby Braff
Reuben „Ruby“ Braff (* 16. März 1927 in Boston, Massachusetts; † 9. Februar 2003 in Chatham, Massachusetts) war ein amerikanischer Kornettist des Swingjazz.
Braff spielte ab den 1940er Jahren in der Gegend von Boston und trat ab 1947 in New Yorker Clubs auf. 1949 spielte er mit der Band des Klarinettisten Edmond Hall im Savoy Cafe in Boston, wo er auch mit Pee Wee Russell spielte. 1953 zog er wieder nach New York City, wo er 1953/54 mit dem Vic Dickenson Septett spielte. Braff, der einem ziemlich einzigartigen Weg folgte und „Vintage Jazz“ der 1920er, 1930er Jahre in Nachfolge von Louis Armstrong und Bix Beiderbecke spielte (er nannte es schlicht Adoration of the melody), war in der Folge sehr gefragt. In den 1950er Jahren war er wegen der Biegsamkeit und Wärme seines Klangs auch technisch ein Vorbild (sein ursprüngliches Wunsch-Instrument war das Saxofon). Er spielte mit Benny Goodman, Woody Herman, Buck Clayton, Bud Freeman, Ellis Larkins, hatte aber Ende der 1950er Jahre Schwierigkeiten Engagements zu finden. Sein Jugendfreund George Wein kam ihm zu Hilfe, der ihm in seinem Storyville Club in Boston regelmäßig Engagements verschaffte und ihn in den 1960er und 1970er Jahren zu den Newport All Stars holte. In den 1970er Jahren bildete er ein klavierloses Quartett mit dem Gitarristen George Barnes, damals sehr erfolgreich und die einzige Zusammenarbeit, die bei ihm über ein Jahr dauerte, bis auch sie 1975 im Streit endete (er war für sein häufig schroffes, verletzendes Verhalten berüchtigt). 1971–1973 arbeitete er mit dem Sänger Tony Bennett. Er spielte auch viel mit dem Pianisten Dick Hyman (Album America the beautiful auf Arbors Records). Er nahm 1991/1992 für Concord Ruby Braff and his New England songhounds 1,2 auf und mit dem Saxophonisten Scott Hamilton Bravura eloquence 1990, With an extra bit of luck 1989, Younger than Swingtime 1990 (letztere beide mit Dick Hyman), schließlich 1996 Inside & Out mit Roger Kellaway.  

## Diskographische Hinweise
- Thigamagic (Vanguard Records 1954) mit (Mel Powell und Bobby Donaldson)
- The Complete Duets (Definitive, 1955) mit Ellis Larkins
- Calling Berlin: Volume 1 (Arbors Records, 1994) mit Bucky Pizzarelli, Ellis Larkins
- Inside Out (Concord, 1995) mit Roger Kellaway
- Braff Plays Wimbledon: First Set (Zephyr, 1996) mit Warren Vaché, Brian Lemon, Howard Alden, Allan Ganley
- Ad Lib Blues (Past Perfect Silver Line 2002)